# Мокробатайское сельское поселение
Мокробата́йское се́льское поселе́ние — муниципальное образование в Кагальницком районе Ростовской области. 
Административный центр поселения — посёлок Мокрый Батай.

## Административное устройство
В состав Мокробатайского сельского поселения входят:
- посёлок Мокрый Батай (2 177 чел.);
- посёлок Малодубравный (220 чел.);
- посёлок Новоракитный (132 чел.).

## Население
| 2010  | 2012  | 2013  | 2014  | 2015  | 2016  | 2017  |
| ----- | ----- | ----- | ----- | ----- | ----- | ----- |
| 2404  | ↘2374 | ↘2344 | ↘2301 | ↗2315 | ↘2298 | ↘2281 |
| 2018  | 2019  | 2020  | 2021  |       |       |       |
| ↘2242 | ↘2203 | ↘2198 | ↘2177 |       |       |       |